# Erythracaridae
Erythracaridae är en familj av spindeldjur. Erythracaridae ingår i ordningen kvalster, klassen spindeldjur, fylumet leddjur och riket djur.
Familjen innehåller bara släktet Paratarsotomus.